# Luak Kapau Alam Pauh Duo
Luak Kapau Alam Pauh Duo is een bestuurslaag in het regentschap Solok Selatan van de provincie West-Sumatra, Indonesië. Luak Kapau Alam Pauh Duo telt 3207 inwoners (volkstelling 2010).